# 예산 가야사지 삼층석탑
예산 가야사지 삼층석탑(禮山 伽倻寺址 三層石塔)은 대한민국 충청남도 예산군 덕산면, 보덕사에 있는 고려시대의 삼층석탑이다. 1984년 5월 17일 충청남도의 문화재자료 제175호로 지정되었다.

## 개요
보덕사 내에 자리하고 있는 3층 석탑이다. 원래는 근처의 가야사터에 있었으나, 1914년 일본인이 몰래 반출하려던 것을 보덕사 주지의 항의로 돌려 받아 이 절에 남아 있게 되었다.
2층의 기단(基壇) 위로 3층으로 이루어진 탑신(塔身)을 올려놓은 모습인데, 처음에는 5층이었던 것이 훼손되어 3층 까지만 남게 되었다 한다.

## 같이 보기
- 예산 가야사지 - 충청남도 기념물 제150호

## 참고 자료
- 예산읍삼층석탑 - 국가유산청 국가유산포털